# Bifrenaria racemosa
Bifrenaria racemosa är en orkidéart som först beskrevs av William Jackson Hooker, och fick sitt nu gällande namn av John Lindley. Bifrenaria racemosa ingår i släktet Bifrenaria och familjen orkidéer. Inga underarter finns listade i Catalogue of Life.

## Bildgalleri

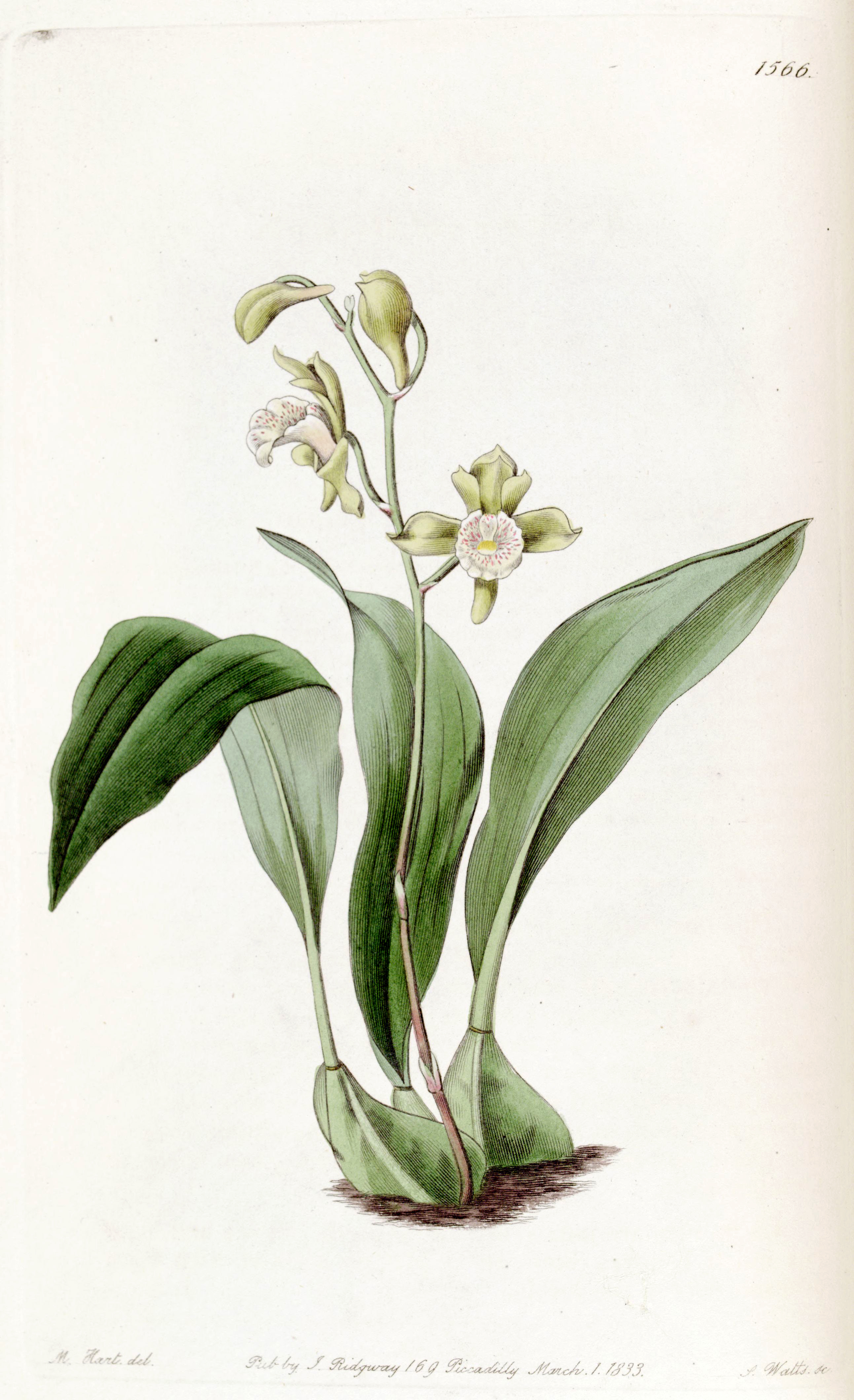
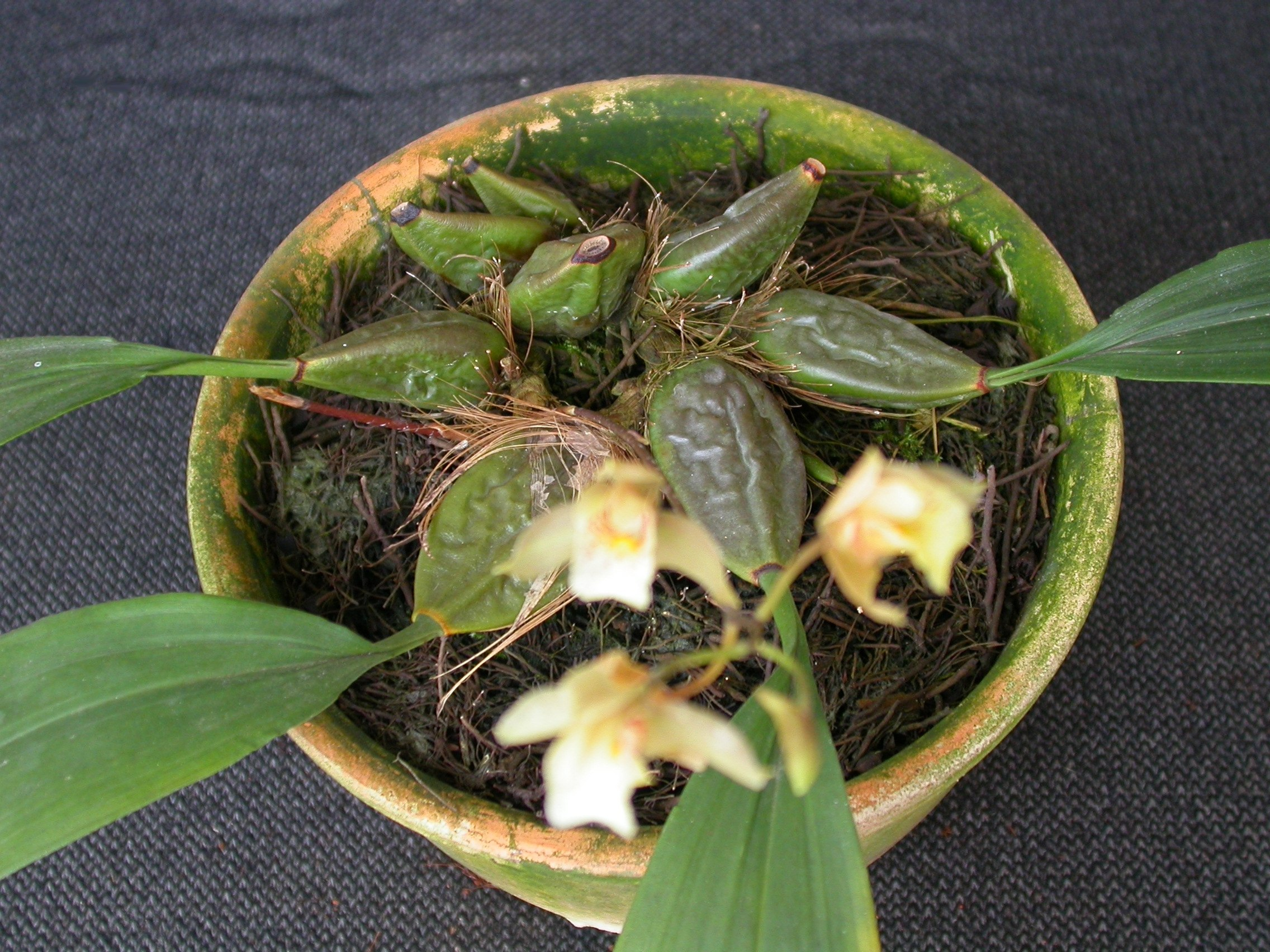
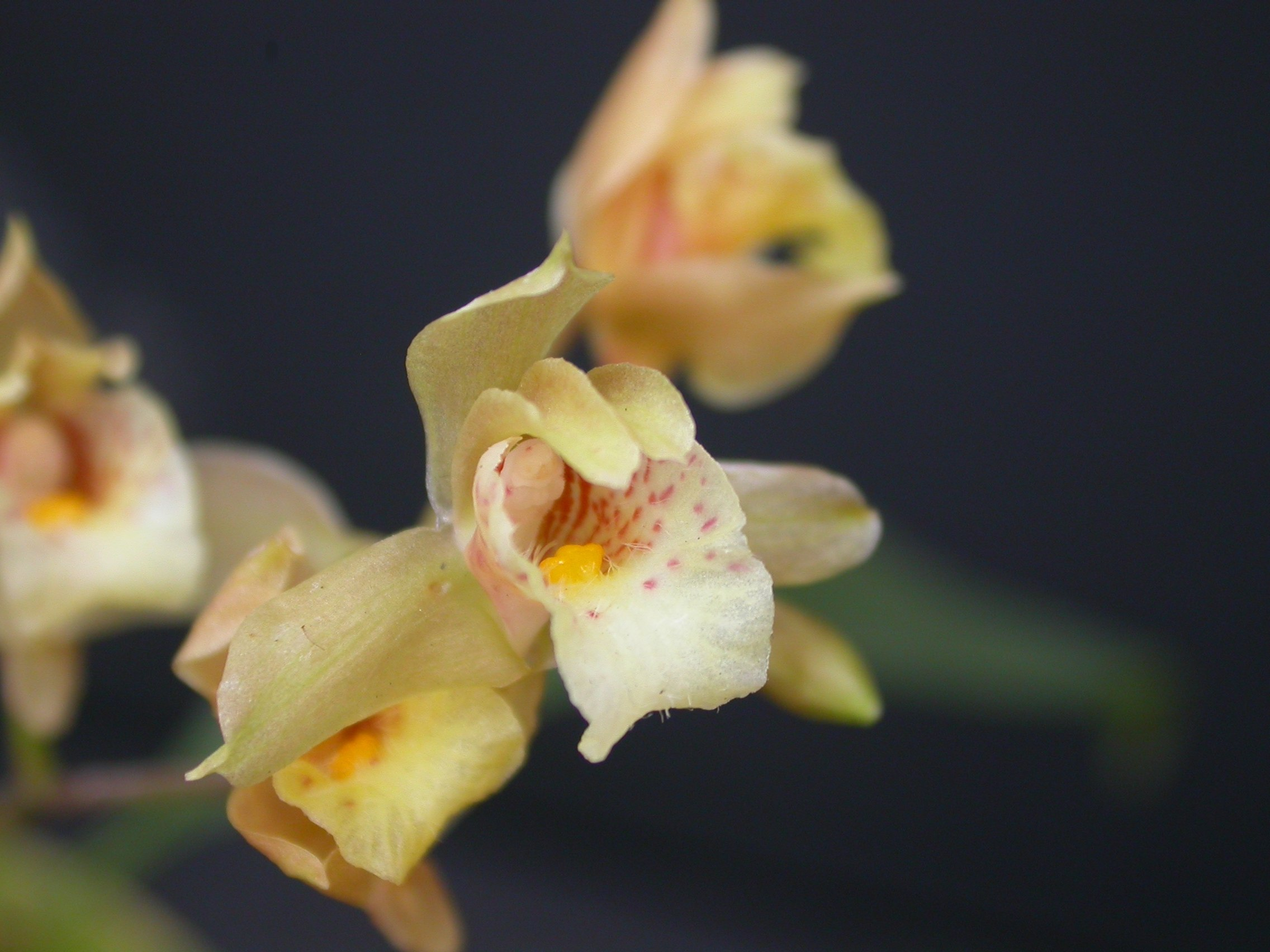
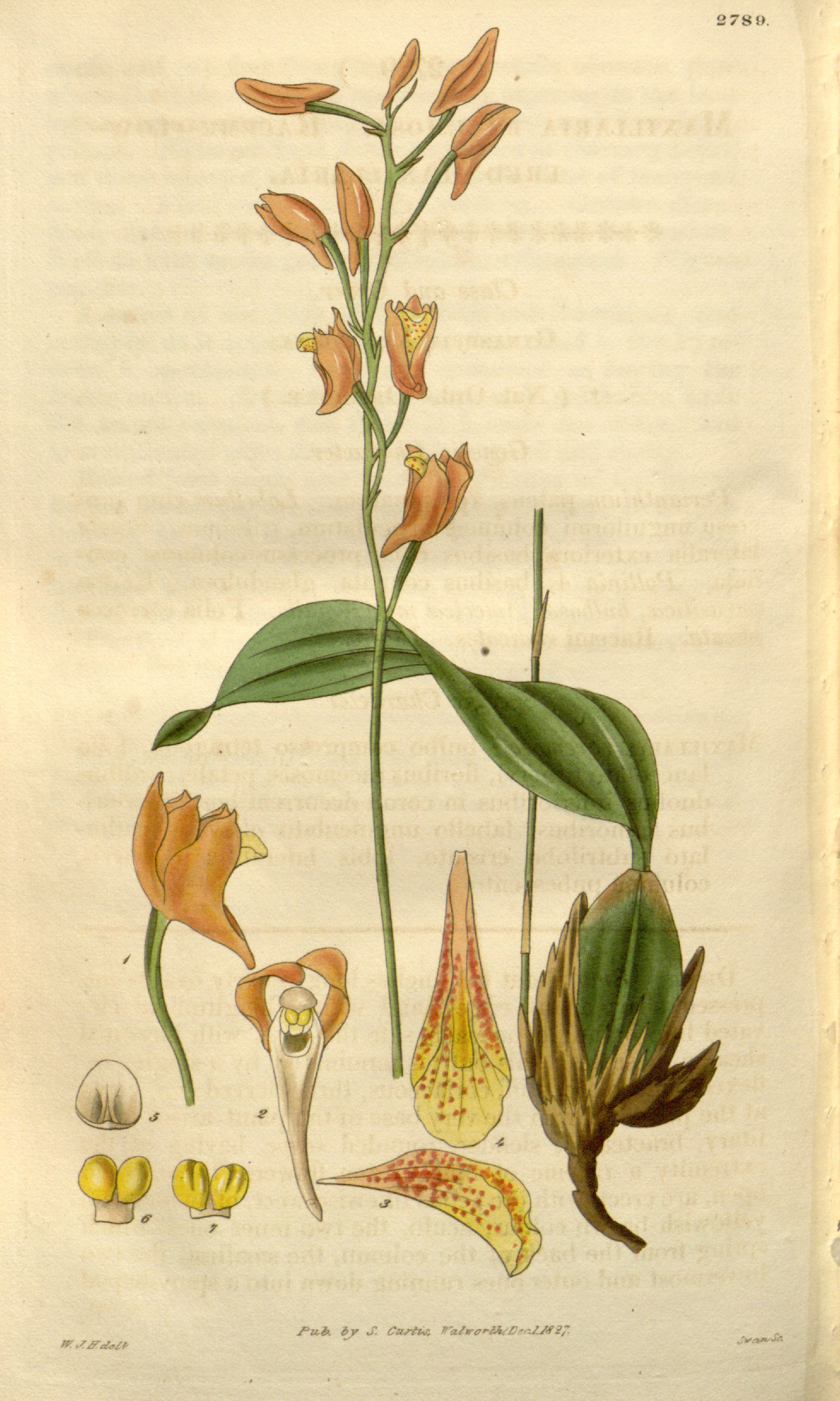
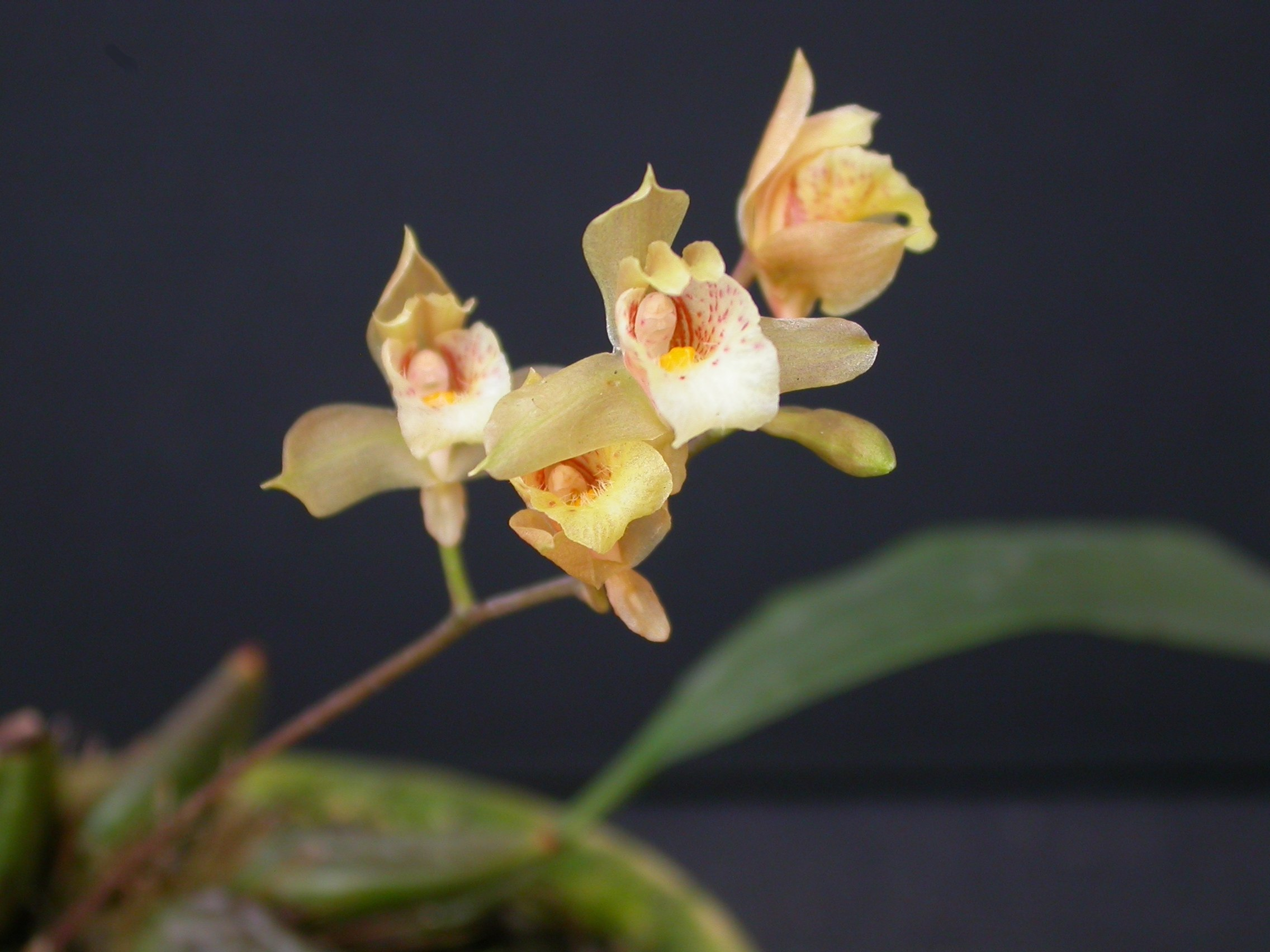
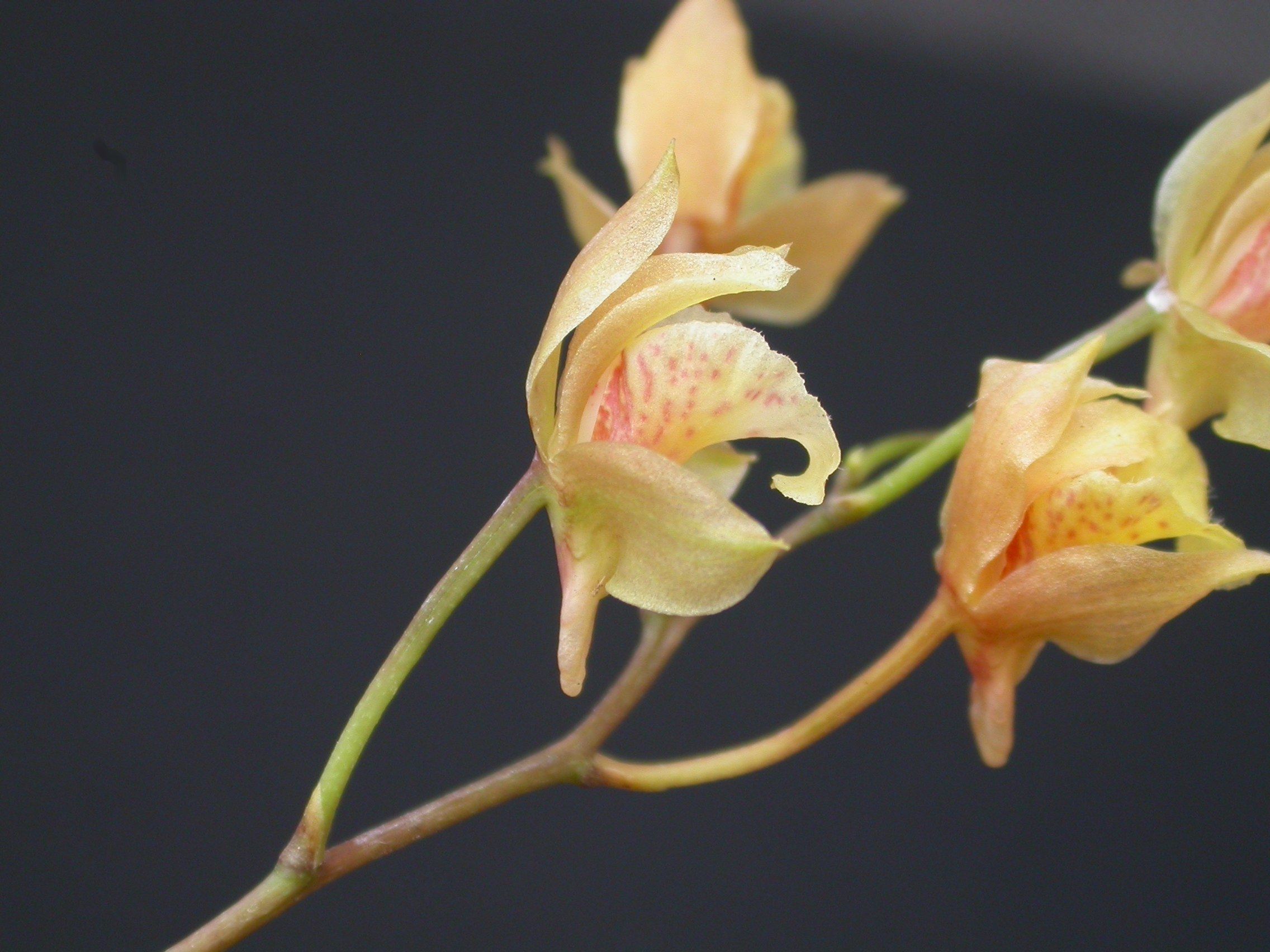